# 長野県道139号小諸中込線
長野県道139号小諸中込線（ながのけんどう139ごう こもろなかごみせん）は、長野県小諸市と佐久市を結ぶ一般県道。

## 概要

### 路線データ
- 起点：小諸市乙女（小諸東中学校入口、国道141号交点）
- 終点：佐久市中込（中込交差点、国道254号・長野県道2号川上佐久線交点）

## 通過する自治体
- 小諸市
- 佐久市

## 交差・接続する道路
- 国道141号 - 小諸市乙女（小諸東中学校入口、起点）
- 長野県道141号耳取三岡停車場線 - 小諸市森山・耳取（耳取北交差点）間 ※一部重複
- 長野県道44号下仁田浅科線 - 佐久市塚原（常田入口交差点）
- 長野県道154号塩名田佐久線 - 佐久市平塚 ※一部重複
- 長野県道103号上原猿久保線 - 佐久市横和（横和交差点）
- 国道141号 - 佐久市中込（石神交差点）
- 国道254号・長野県道2号川上佐久線  - 佐久市中込（中込交差点、終点）